# مدیر پنجره اکس

مدیر پنجره اکس

مدیر پنجره اکس یک مدیر پنجره است که بر روی سامانه پنجره اکس (سامانهٔ پنجره‌ای که عموماً در سیستم‌های شبه-یونیکس استفاده می‌شود) کار می‌کند.